# Santa Ana (miasto w Salwadorze)
Santa Ana – miasto w Salwadorze, położone w zachodniej części kraju około 70 km na zachód od stolicy San Salvador, na północ od wulkanu Santa Ana i jeziora Coatepeque ma wysokości ok. 720 m n.p.m. Trzecie co do liczby ludności miasto kraju. Ludność (2007): 204,3 tys.(miasto), 245,4 tys. (gmina). Ośrodek administracyjny departamentu Santa Ana.
Miasto zostało założone w 1708. Znaleźć tu można wiele interesujących przykładów XVIII-wiecznej hiszpańskiej architektury kolonialnej, m.in. neogotycką katedrę (Catedral de Santa Ana), ratusz miejski (Alcaldía Municipal) i teatr (Teatro de Santa Ana).
Santa Ana to ważny ośrodek handlowy i przemysłowy kraju, węzeł drogowy i kolejowy położony przy Autostradzie Panamerykańskiej. Otacza go ważny region rolniczy, gdzie uprawia się głównie kawę i trzciną cukrową. Rozwinął się tu zatem głównie przemysł spożywczy, zwłaszcza palarnie kawy. W miejscowości znajduje się port lotniczy El Palmar.